# Borșciv, Barîșivka
Borșciv (în ucraineană Борщів) este un sat în comuna Voloșînivka din raionul Barîșivka, regiunea Kiev, Ucraina.

## Demografie
Componența lingvistică a localității Borșciv
     Ucraineană (97,92%)
     Rusă (2,08%)
Conform recensământului din 2001, majoritatea populației localității Borșciv era vorbitoare de ucraineană (97,92%), existând în minoritate și vorbitori de rusă (2,08%).